# Slag van Vega de Pagana
De Slag om Vega de Pagana (Winter, 1339) was een strijd tussen strijdkrachten loyaal aan de koning Alfonso XI van Castilië tegen die vooral van de Maranid-sultan Abu al-Hasan 'Ali van Marokko.
Campagne

## Campagne
In 1333-1334 had Abu Malik de Marinid- en Granadan-troepen geleid om Gibraltar uit de Castiliaanse controle te wringen. Op 26 februari 1334 werd een vredesverdrag ondertekend in Fez dat de moslimtroepen zich onthouden van offensieve acties. In de tussenliggende jaren was Abu Hasan in staat een opstand in Tlemcen te onderdrukken. Met het verstrijken van het vredesverdrag hernieuwde Abu Hasan zijn ambitie van uitbreiding van bedrijven in Andalusië, en in 1338 begon Abu Malik schermutselingen langs een front in Arcos de la Frontera, Jerez de la Frontera en Medina Sidonia.
Hij voerde een hevige strijd uit op een locatie die wordt beschreven als Vega de Pagana, en zijn troepen werden verslagen, met veel christelijke verliezen. Abu Malik werd echter vermoord. De meeste details van het conflict zijn onbekend, inclusief het aantal troepen en de exacte strijders. De belangrijkste betekenis van de strijd was de dood van de generaal die Gibraltar had heroverd.
De oorlog zou doorgaan tot de meer beslissende nederlaag van de moslimlegers in de Slag bij Río Salado in oktober 1340. Deze laatste strijd zou een einde maken aan de Marinid hulp aan Granada vanuit Marokko in Spanje. Het volk van Alcalá de los Gazules zou een kruis en altaar oprichten uit dankbaarheid voor deze overwinning, en dit zou op zijn beurt leiden tot de wijding van het Heiligdom van Nuestra Señora de los Santos in die stad.